# Нижня Липівка (Волгоградська область)
Нижня Липівка (рос. Нижняя Липовка) — село у Камишинському районі Волгоградської області Російської Федерації.
Населення становить 14 осіб. Входить до складу муніципального утворення Терновське сільське поселення.

## Історія
Село розташоване у межах українського історичного та культурного регіону Жовтий Клин.
Згідно із законом від 5 березня 2005 року № 1022-ОД органом місцевого самоврядування є Терновське сільське поселення.

## Населення
| 2010 |
| ---- |
| 14   |